# دجاج جيرسي العملاق
دجاج جيرسي العملاق، أو جيرسي العملاقة هي سلالة أمريكية من الدجاج المحلي. تم تهجين السلالة في مقاطعة بيرلينجتون، نيو جيرسي، في أواخر القرن التاسع عشر. كما يوحي اسمها، هي سلالة كبيرة، وتعتبر من بين أثقل أنواع سلالات الدجاج وزنًا وحجمًا.

## الخصائص
تحتاج هذه السلالة لكمية كبيرة من الطعام والوقت لكي يصل إلى الحجم الكامل.
جيرسي العملاق في مسرح المزعة والإسطبل تعتبر سلوكيًا سلالة هادئة وسهلة الانقياد، نادرًا ما تكون الديوك عدوانية، تشبه سلوكيًا إلى حد كبير لسلالة دجاج البراهما وغير معرضة للإصابة ب مرض الافتراس (دواجن).
يصل وزن	الديك إلى 13 رطل (5.9 كـغ)
وفي البنطم (القزمي) Bantam يصل حوالي (1.1 كـغ).E
وعند الأنثى: (4.5 كـغ) وفي وزن Bantam البنطم (القزمي) عند الدجاجة 0.96 كغ.
تضع دجاجة جيرسي العملاقة بيضًا بنيًا كبيرًا جدًا، وهي دجاجة معروفة على وجه الخصوص بوضع البيض حتى في الفترة الشتوية، ولا يتراجع وضعها للبيض في حال توفير الظروف الجيدة خلال الفترة الشتوية منها التغذية والخم الدافئ.
ريش السلالة غالبًا ما يكون باللون الأزرق وكذلك الأسود والأبيض.
دجاجة جيرسي العملاقة هي سلالة حاضنة للبيض بشكل جيد.

## طالع أشهر سلالات الدجاج
- دجاج كورنيش
- دجاج سومبور كابوركا
- دجاج ذات الرقبة العارية
- مرعى حر
- طالع:

قائمة سلالات دجاج اللحم